# Fráter Erzsébet
Ippi, érkeserűi és bélmezei Fráter Erzsébet (Csécse, 1827. július 20. – Nagyvárad, 1875. november 17.) Madách Imre magyar író felesége, Madách korábbi principálisa, Fráter Pál Nógrád megyei alispán unokahúga, Fráter Loránd dalszerző rokona.

## Élete
Fráter Erzsébet 1827. július 20-án született Csécsén, Fráter József és sarudi Battik Luca házasságából. Apja abba az ippi, érkeserűi és bélmezei Fráter családba született, amelynek egyik legismertebb tagja (Martinuzzi) Fráter György volt.
1843 márciusában ismerkedett meg Madáchcsal, aki Cséhteleken 1845. március 16-án eljegyezte. Az esküvőt Erzsébet 18. születésnapján, július 20-án Csécsén, a katolikus templomban tartották meg. Erzsébet a nagy Ő volt Madách számára, annak ellenére, hogy két teljesen különböző karakterű és vérmérsékletű emberről volt szó. Erzsébet életvidám, fiatal nőként szeretett táncolni, társaságba járni, Madách pedig szív- és tüdőbetegségtől sújtva, inkább zárkózottan élt. De a különbségek őket egyáltalán nem zavarták. Annál inkább anyósát, Madách anyját, Majthényi Annát, aki jómódú, magas hivatalokat betöltő katolikus családból származott. Ennélfogva lenézte az egykor ugyancsak híres Madách Péter leszármazottját, az elszegényedett Fráter József leányát, a ráadásul református Erzsébetet. Könnyelműnek és könnyűvérűnek állította be mindenki előtt. Ez meglátszott családi életükön, hiszen a két asszony sokszor egymás ellen hangolta a fiát, aki mindkettőjükhöz a végtelenségig ragaszkodott, de a családi csetepaték elől sokszor inkább az írásba menekült.
Erzsébet férjével annak csesztvei birtokán élt, aki ebben az időszakban nem alkotott nagyobb szépirodalmi műveket. Tekintélye azonban megmaradt, így 1846. július 15-én közfelkiáltással főbiztosnak választották, ezen minőségében felszólalt a megyén átvonuló katonák túlkapásai ellen, valamint kifogást emelt a losonci katonai kórház és az érsekvadkerti tiszti szállás borzalmas állapotával szemben.
Augusztus 31-én megszületett első fiuk, Imre, aki még aznap meghalt. 1848. január 1-jén pedig világra jött második fiuk, Madách Aladár.
1849 őszén a költő Csesztvén bújtatta Gracza Antal és Záhony István felvidéki felkelőket, majd 1850 februárjának végén az Erdélyben borzalmas módon, családostól meggyilkolt nővére hagyatékának ügyében utazott le Szegedre Madách Károllyal együtt. 1850 elején a birtokon Udvardy Pétert bújtatták, majd július 14-én férje a testvéreivel osztályos egyezséget kötött, aminek alapján alsósztregovai birtokuk férjét, Csesztve, az anyai birtokrész pedig Madách Károlyt illette meg.
1851. június 7-én megszületett lányuk, Jolán. 1852-ben férje a halálra ítélt Rákóczy Jánost, Kossuth titkárát erdőkerülőként alkalmazta parócai birtokán. Szabadságharcosok rejtegetése vádjával Madáchot augusztusban elfogták, és előbb a pozsonyi vízi kaszárnyában, 1853. március 6-tól pedig a pesti Újépületben majdnem egy évig vizsgálati fogságban tartották.
1853. április 2-án megszületett lányuk, Anna Borbála. Május 7-e körül bizonyítékok hiányában Madáchot elbocsátották ugyan a fogságból, de Pesten kellett felügyelet alatt maradnia. Végül augusztus 20-án hazamehetett, de a családi béke odalett. Amíg börtönben volt, anyja szándékosan megvonta menyétől és unokáitól a megélhetésükre szolgáló jövedelmeket. Ráadásul elterjesztette menyéről, hogy megcsalta Madáchot, amire csupán annyi alapja lehetett, hogy Erzsébet egy alkalommal ismerős férfit fogadott a házukban. Férjét annyira behálózták anyja pletykái, hogy végül úgy döntött, feladja. Erzsébet ugyan megpróbálta helyreállítani a házasságot, de végül 1854. július 25-én aláírták a Heves megyei Ecséden a válási szerződést. Szeptemberben az asszony visszament Jolán lányáért Alsósztregovára, majd vele Cséhtelekre indultak saját édesapjához. Az író anyjával élte le rövid hátralévő életét, aki bőven túlélte menyét.
A válási szerződés szerint egész rendes tartásdíjat, évi 840 pengő forintot kap, ám gyermekeit elveszik tőle, a nagyanyjukhoz kerülnek. A két nagyobb azonnal, a kislány is csak tízéves koráig maradhat az anyjával. Fráter Erzsébet Ecsédre (Heves) ment nagybátyjához, majd még visszatért Sztregovára a lányáért, akivel Cséhtelekre utazott apjához és öccséhez. Apja jogot végzett, a közigazgatásban jártas volt, de nagy birtokon rosszul gazdálkodott, alig tudták magukat is eltartani. Az akkor 27 éves Erzsébet elhagyta az apai birtokot (anyja már korában meghalt). Elkezdődött életének utolsó szakasza, amely a bérelt lakásoktól, a hajléktalanságig, lerongyolódva, idegileg tönkremenve vezetett az italhoz és halálához. Elhagyatva indult bihari kálváriájára, amely Váradon, Margittán, Cséhteleken, Tótin, Terebesen és Élesden át vezetett magányos fizikai megsemmisüléséhez.

„A történet vége igazi tragédia. Fráter Erzsébet a válás után 20 évvel mezítláb, szakadt ruhában kéreget pénz italra Nagyvárad utcáin. Serényi rendőrfőkapitány erről levélben értesíti az asszony fiát, Madách Aladárt. »Dicső emlékezetű megboldogult atyja özvegye Madács Fráter Erzsébet, ki önnek édesannya, egy idő óta ismét városunkban tartózkodik, hol egyik, hol másik ismerősénél, azonban oly elhagyott állapotban, ruházat nélkül, tisztátalan állapotban, hogy többen – kiknél egy ideig menhelyet talált – megkerestek aziránt, hogy vagy eltávolíttassam a város területéről, vagy pedig ellátásáról gondoskodjam. Tudatom tekintetességeddel, miszerint anyja a legnagyobb nyomor s ínséggel küzd: sőt éjjeli szállása sincs; egy ily anyának a legsürgősebb támogatás s segélyre van szüksége. Megtörtént több ízben, hogy éjjeli szállásért önként jelentkezett a városhatárnál az éjjeli szolgálatot teljesítő rendőr biztosnál Isten nevére esdve s könyörögve éjjeli szállásért miután nincs kihez és hová fordulnia.«
Serényi 8 napot ad Madách Aladárnak, hogy tegyen valamit az anyjáért. Aladár pénzt küld néhányszor, aztán megunja. Azt írja, lényegében nem is emlékszik az anyjára, nem találkoztak kiskora óta, de minden évben küld neki pénzt, amivel nem tudja, mi lesz.”

A Temesi Lapok 1875. november 26. pénteki cikke, amelynek címe: Egy nő tragédiája, így szól: „Madách Imre az Ember tragédiája halhatatlan szerzőjének neje szomorú véget ért. Férje halála óta mindig mélyebbre-mélyebbre taszították a csapások, míg végre a napokban elzüllött létét a biharmegyei közkórházban fejezte be. Ott fekszik közszemlére kitéve. Gyermekei távol, gazdag rokonai közel bár, de mégis távol tőle. Egy rokon maradt hű hozzá az ínségben, a nyomorban is: egy szellemgazdag rokon, ki gondoskodik, hogy az elhunyt a végtisztességben részesüljön, de ez – maga is szegény lévén – csak azon reményben teszi, hogy távollevő gyermekei fedezendik a költséget.”
Gyermekeinek írt búcsúlevele tele van szeretettel, lemondással, az őt ért igazságtalanságok felemlítésével, a méltányos túlvilági életbe vetett bizakodással.
Epileptikus rohama miatt 1875. november 10-én kórházba került és 17-én ott elhunyt. 19-én temették el a református vallás rítusa szerint. Csak két távolabbi rokona kísérte utolsó útjára.

## Emlékezete
Sírja a partiumbeli váradolaszi, románok által az utóbbi ezredforduló környékén teljesen szétdúlt temetőjében volt, amíg 1982-ben Tempfli József római katolikus megyés püspök földi maradványait ki nem mentette és a váradolaszi plébániatemplom (az ún. Barátok temploma) kriptájába nem helyezte.